# François Even
François Even (1º aprile 1972) è un bassista francese, membro dei Superbus.

## Biografia
Comincia a suonare il basso all'età di 13 anni, con dei compagni di classe.
Nel 1999 ha fondato i Superbus insieme a Jennifer Ayache e Michel Giovannetti.

## Discografia

### Con i Superbus
- Aèromusical - 2002
- Pop'n'Gum - 2004
- Wow - 2006
- Super Acoustique - 2008 (live)
- Lova Lova - 2009